# Maksim Kuźmin
Maksim Kuźmin (ur. 1 czerwca 1996(dts) w Samarze) – rosyjski piłkarz grający na pozycji pomocnika.

## Kariera piłkarska
Wychowanek Akademii piłkarskiej w Togliatti.
Od 2013 roku w Dinamo Moskwa. Zadebiutował w Priemjer-Lidze 30 maja 2015 roku w meczu z FK Krasnodar.
Został wypożyczony na drugą połowę sezonu 2017/18 był do klubu Pierwszej Dywizji Fakieła Woroneż. W 2019 przeszedł do Bałtiki Kaliningrad.